# Скампата (Авелино)
Скампата је насеље у Италији у округу Авелино, региону Кампанија.
Према процени из 2011. у насељу је живело 70 становника. Насеље се налази на надморској висини од 482 м.